# Something Always Happens
Pour le film de Frank Tuttle au titre original homonyme, voir Épouvante (film).
Pour plus de détails, voir Fiche technique et Distribution.
Something Always Happens est un film britannique réalisé par Michael Powell, sorti en 1934.

## Synopsis
Cynthia, fille du directeur d'une compagnie pétrolière, incite Peter, son fiancé au chômage, à proposer son idée pour rendre les stations-service plus attractives à son père. Celui-ci n'en voulant pas, Peter s'adresse à son concurrent.

## Fiche technique
- Titre original : Something Always Happens
- Réalisation : Michael Powell
- Scénario : Brock Williams
- Direction artistique : Peter Proud
- Costumes : Louis Brooks
- Photographie : Basil Emmott
- Son : Leslie Murray, H.C. Pearson
- Montage : Ralph Dawson, Bert Bates
- Production exécutive : Irving Asher
- Société de production : Warner Brothers First National Productions
- Société de distribution : Warner Bros. Pictures
- Pays d’origine :  Royaume-Uni
- Langue originale : anglais
- Format : noir et blanc — 35 mm — 1,37:1 —  son Mono (RCA Photophone System)
- Genre : Comédie dramatique
- Durée : 69 minutes
- Dates de sortie :
  - Royaume-Uni : 15 février 1952

## Distribution
- Ian Hunter : Peter Middleton
- Nancy O'Neil : Cynthia Hatch
- John Singer : Billy
- Peter Gawthorne : M. Hatch
- Muriel George : Mme Badger
- Barry Livesey : George Hamlin
- Louie Emery : Mme Tremlett
- Janet Fitzpatrick : une fille
- Maire O'Neill : la mère
- Naunton Wayne : l'homme qui refuse d'aider Peter
- Townsend Whitling : cadre chez Blue Point
- Millicent Wolf : Glenda
- George Zucco : propriétaire de la "Maison de Paris"